# حسان اگزار چنانی‌زاده
حسان اگزار چنانی‌ زاده (زاده روستای خویس از توابع شوش - درگذشته ۹ اسفند ۱۳۸۸) مشهور به حسان ألگزار نوازنده ربابه و آوازخوان سبک علوانیه و موسیقی محلی از جنوب غرب ایران بود. أگزار ساکن روستای خویس (میثم تمار) از توابع بخش شاوور و شهرستان شوش دانیال بود.
چنانی در سال ۱۳۸۳ توسط حوزه هنری تهران و هوشنگ جاوید، پژوهشگر موسیقی نواحی ایران کشف و به جامعه موسیقی معرفی شد. جاوید معتقد است که حسان اگزار تمام آوازها را ضمن این که نزد علوان الشویع فراگرفته بود، آن فنون را به رشته تحریر درآورد و بسیار تأثیرگذار دراین زمینه عمل کرد. همچنین جاوید، حسان اگزار را از پژوهشگران موسیقی عرب می‌داند.

## تخصص و شهرت
شهرت چناني بیشتر به خاطر تخصص در موسیقی نواحی و نوازندگی‌اش با ساز دست سازش به نام ربابه بود که از یک سیم و ساز ساده تشکیل می‌شد. اگزار در بیست و پنجمین جشنواره موسیقی فجر شناخته و مورد توجه بسیاری از بزرگان موسیقی ایران قرار گرفت. بعد از آن در زمان مرگش رسانه‌ها او را حماسه خوان خوزستانی معرفی کردند.
اگزار علاوه بر سبک علوانیه در سبک‌های مختلفی چون هلیلاوی، شطراوی، محمداوی، مگصوصی، چوبیة و… نیز تخصص کامل داشت. گفته می‌شود حسان اگزار چناني یکی از بزرگترین نوازندگان رباب بود که در زنده نگه داشتن لحن علوانی نقش مهمی داشت. البته حسان اگزار بر این باور بود که این لحن متعلق به علوان نبود بلکه متعلق به قومی به نام عموری‌ها در خوزستان بود و علوان این لحن را زنده نگه داشت.

## زندگی
تا پایان عمر در روستای خویس (میثم‌ثمار) سکونت داشت. حسان از ۱۲ سالگی به خوانندگی و نوازندگی روی آورد که در واژگانی بومی به آن «شاعری» می‌گویند. او بیت خوان حماسی خوی و بیت خوان آل الله‌است. هنر شاعری در خانواده آنان موروثی است.

پدر بزرگش را  به‌دلیل قریحهٔ شاعریش «جبار الأدیب» می‌خواندند وپدرش «سلمان» نیز شاعر وخواننده‌ای توانا بود و هنر ساخت رباب و آوازخوانی را از او آموخت. از حسان نقل شده‌است که که برای دیدن برادرانش به بغداد سفر کرده بود و این سفر مصادف با سالگرد تاجگذاری ملک فیصل در عراق بود و برای هنرنمایی در آن مراسم که معروف‌ترین خوانندگان عرب حضور داشتند شرکت کرد. در این برنامه برگزارکنندگان به حسان یک خودرو به عنوان هدیه دادند اما او آن را به برادرانش در عراق هدیه داد و سوار بر اسبش به شوش بازگشت. او دلیل بازگشت را علاقه به خاک وطنش دانست.

## حسان و اکران شروبه
چناني نزد بزرگانی نظیر «اکران شروبه» که سبک خواندن در خوزستان را تغییر داد آموزش دید؛ و هم به «بیت‌ها» و هم به «سطور» آشنایی کامل داشت و آوازهای آموری که مشابهتی با امیری‌های مازندران دارد را به اجرا درمی‌آورد.
همچنین از حسان‌اگزار بیست و هفت خواننده و نه نوازنده سازهای آرشه‌ای از هنرمندان برجسته نواحی مختلف ایران، در ششمین جشنواره موسیقی نواحی ایران تقدیر و تجلیل نیز به عمل آمد.
قرار بود که فیلم کتاه مستندی با نام «منقبت خوان ائمه اطهار» که مدت زمان آن ۳۰ دقیقه‌است، بوسیله حوزه هنری اهواز دربارهٔ زندگی حسان اگزار چناني منقبت خوان ائمه ساخته شود.

پیش از آن نیز اگزار به عنوان یکی از منقبت‌خوان‌های کشور در آلبوم سه‌جلدی منقبت‌خوانی که هوشنگ جاوید تدوین آن را بر عهده داشت جلوی دوربین رفت.

## دعوت به بیست و پنجمین جشنواره موسیقی فجر و پایان عمر
حسان در سال ۸۳ در جشنواره منقبت خوانان در تهران توسط حوزه هنری به جامعه موسیقی کشور معرفی شد چرا که وی آوازهای حماسی و مذهبی می‌خواند و همچنین با موسیقی علوانیه آشنایی کامل داشت و یکی از خوانندگان برجسته عرب خوزستان بود که در زمان احمد حسن البکر رئیس‌جمهور سابق عراق درجشنواره سالانه خوانندگان و موسیقیدانان برگزیده شد.
علوان الشویع از آنجا که به سنین پیری رسیده بود برای شرکت در این جشنواره از حسان خواست تابه جای وی در بیست و پنجمین جشنواره موسیقی فجر که در تهران برگزار می‌شود، شرکت کند و برگزیده شدن حسان در این جشنواره سبب شد احمد حسن البکر ازاو بخواهد برای زندگی به عراق برود اما وی قبول نمی‌کند و تا پایان عمر در شاوور می‌ماند.
اگزار دو روز پس از اجرای هنرمندانه در بیست و پنجمین جشنواره موسیقی فجر در راه بازگشت به زادگاهش در اثر سکته قلبی درگذشت. چناني که شامگاه یکشنبه نهم اسفند در سالن اندیشه تهران حوزه‌هنری و در بخش ذکر و ذاکرین و مولودی آخرین اجرای زندگی اش را در بیست و پنجمین جشنواره موسیقی فجر انجام داد در سن ۷۵ سالگی فوت کرد.
ایمانی خوشخو، معاون امور هنری وزارت فرهنگ و ارشاد اسلامی وقت نیز در پیامی، درگذشت حسان اگزار چناني هنرمند موسیقی نواحی را تسلیت گفت. همچنین محمدعلی خیری دبیر بیست و پنجمین جشنواره بین‌المللی موسیقی فجر نیز در پیامی جداگانه تسلیت خود را به اهالی خوزستان رساند.

حسان اگزار چناني از دوستان درویش بود که به همراه یکدیگر در بیست و پنجمین جشنواره موسیقی فجر ملودی‌های بکر نواحی را می‌نواختند. سازی که حسان اگزار از آن استفاده می‌کرد دست‌ساز خودش بود که از یک سیم و ساز ساده تشکیل می‌شد.
اگزار آخرین برنامه خود را در یکشنبه (۹ اسفندماه ۱۳۸۸) بعد از اجرای احسان خواجه امیری و گروه رومی و غلام مارگیری، غلامرضا آلمه جوقی در سالن اندیشه حوزه هنری تهران برگزار کرد.
در مراسم اختتامه بیست و پنجمین جشنواره موسقی فجر بعد از سخنرانی وزیر ارشاد وقت در بخشی از مراسم یادی از دست رفتگان جامعه موسیقی ایران در سال ۸۹ با پخش کلیپی از حسان اگزار چناني، عطاءالله جنگوک، آندره آرزومانیان، غلامرضا حمزه‌ای، رضا سقایی، محمد نوری، فرید سلمانیان، الین باغچه‌بان، غلامعلی نی‌نواز، علی آبچوری، محمدحسن تفکری، سعید قلی‌پور و حسین فتوحی یاد شد. پیام درگذشت او در جراید و رادیوهای ملی ایران منتشر کرد.

## یادبود حسان اگزار چنانی در اهواز
پس از سال‌ها که از مرگ حسان می‌گذشت در تاریخ ۲۴ مهر ۱۳۹۳ تعدادی از فعالان اجتماعی اهواز اقدام به برگزاری همایش یادبود حسان به عنوان قصه گوی قدیمی عرب کردند. همایش یادبود حسان در تالار مهتاب (کتابخانه مرکزی اهواز) با حضور فعالان فرهنگی اجتماعی خوزستان برگزار شد. در این همایش قطعه ویدئویی از قصه گویی حسان اگزار پخش شد.